# فرودگاه سون
فرودگاه سون (به انگلیسی: Sawan Airport) یک فرودگاه خصوصی با کد یاتا RZS است که یک باند فرود آسفالت دارد و طول باند آن ۱۶۶۴ متر است. این فرودگاه در کشور پاکستان قرار دارد و در ارتفاع ۷۸ متری از سطح دریا واقع شده است.

## شرکت‌های هواپیمایی و مقصدهای پروازی
| شرکت‌های هواپیمایی                   | مقصدهای پروازی |
| ----------------------------------- | -------------- |
| هواپیمایی بین‌المللی پاکستان         | جناح           |
| Aircraft Sales and Services Limited | جناح           |